# La Course by Le Tour de France
La Course by Le Tour de France és una competició ciclista femenina que es disputa anualment a París, a França. Creada el 2014, es disputa coincidint amb l'última etapa del Tour de França, i finalitzant, com aquesta, als Camps Elisis.
Des del 2016, és una de les proves de l'UCI Women's WorldTour. El 2021 va celebrar la seva darrera edició, ja que, a partir del 2022, desapareix i dona lloc al Tour de France femmes by Zwift, una competició per etapes.

## Palmarès
| Any  | Vencedor             | Segon                 | Tercer                |
| ---- | -------------------- | --------------------- | --------------------- |
| 2014 | Marianne Vos         | Kirsten Wild          | Leah Kirchmann        |
| 2015 | Anna van der Breggen | Jolien D'Hoore        | Amy Pieters           |
| 2016 | Chloe Hosking        | Lotta Lepistö         | Marianne Vos          |
| 2017 | Annemiek van Vleuten | Lizzie Deignan        | Elisa Longo Borghini  |
| 2018 | Annemiek van Vleuten | Anna van der Breggen  | Ashleigh Moolman      |
| 2019 | Marianne Vos         | Leah Kirchmann        | Cecilie Uttrup Ludwig |
| 2020 | Lizzie Deignan       | Marianne Vos          | Demi Vollering        |
| 2021 | Demi Vollering       | Cecilie Uttrup Ludwig | Marianne Vos          |